# Rebel·lió de Tambov
La Rebel·lió de Tambov de 1919-1921 va ser un dels majors aixecaments de la pagesia contra els bolxevics durant la Guerra Civil Russa. Fou dirigida per un antic membre del Partit Social-Revolucionari, Aleksandr Antónov, pel que el moviment seria conegut més tard en la història soviètica com la Antónovsxina (Анто́новщина).
Es va desencadenar a causa de la cruenta política del comunisme de guerra. L'aixecament es va produir en els territoris de l'óblast (regió russa) de Tambov i en part de l'óblast de Vorónej. Una característica distintiva d'aquesta rebel·lió, entre moltes altres del moment, va anar que va estar comandada per una organització, la Unió de Camperols Treballadors (Soiuz Trudovikh Krestian), dirigida pel mateix Antónov. La serietat de l'aixecament va obligar a crear la Comissió Plenipotenciaria del Comitè Executiu Central Rus del Partit Bolxevic per a la Liquidació del Bandidatge en l'óblast de Tambov.
La rebel·lió va ser aixafada per unitats de l'Exèrcit Roig dirigides per Mikhaïl Tukhatxevski. La coordinació política de les operacions contra la rebel·lió va estar dirigida per Vladímir Antónov-Ovséienko. El famós mariscal Gueorgui Júkov va obtenir la seva primera condecoració combatent als rebels. La insurrecció fou de tal magnitud que calgué manar 30.000 soldats per a sufocar-la. L'exèrcit va emprar artilleria i trens armats per a combatre els camperols rebels. Fins i tot, sovint es van emprar armes químiques. Es van emplaçar diversos camps de concentració, on es va dur als familiars dels insurgents en qualitat d'ostatges. La rebel·lió es va haver apaivagat parcialment el 1921. Antónov va ser assassinat el 1922 quan se l'intentava arrestar.